# Oasis Submarinos del Cañón de Mar del Plata: Talud Continental IV
Oasis Submarinos del Cañón de Mar del Plata: Talud Continental IV es una expedición submarina al Cañón de Mar del Plata organizada por el Grupo de Estudios del Mar Profundo de Argentina (GEMPA) y el Instituto Oceanográfico Schmidt, a bordo del buque de investigación RV Falkor (too), en julio y agosto de 2025.

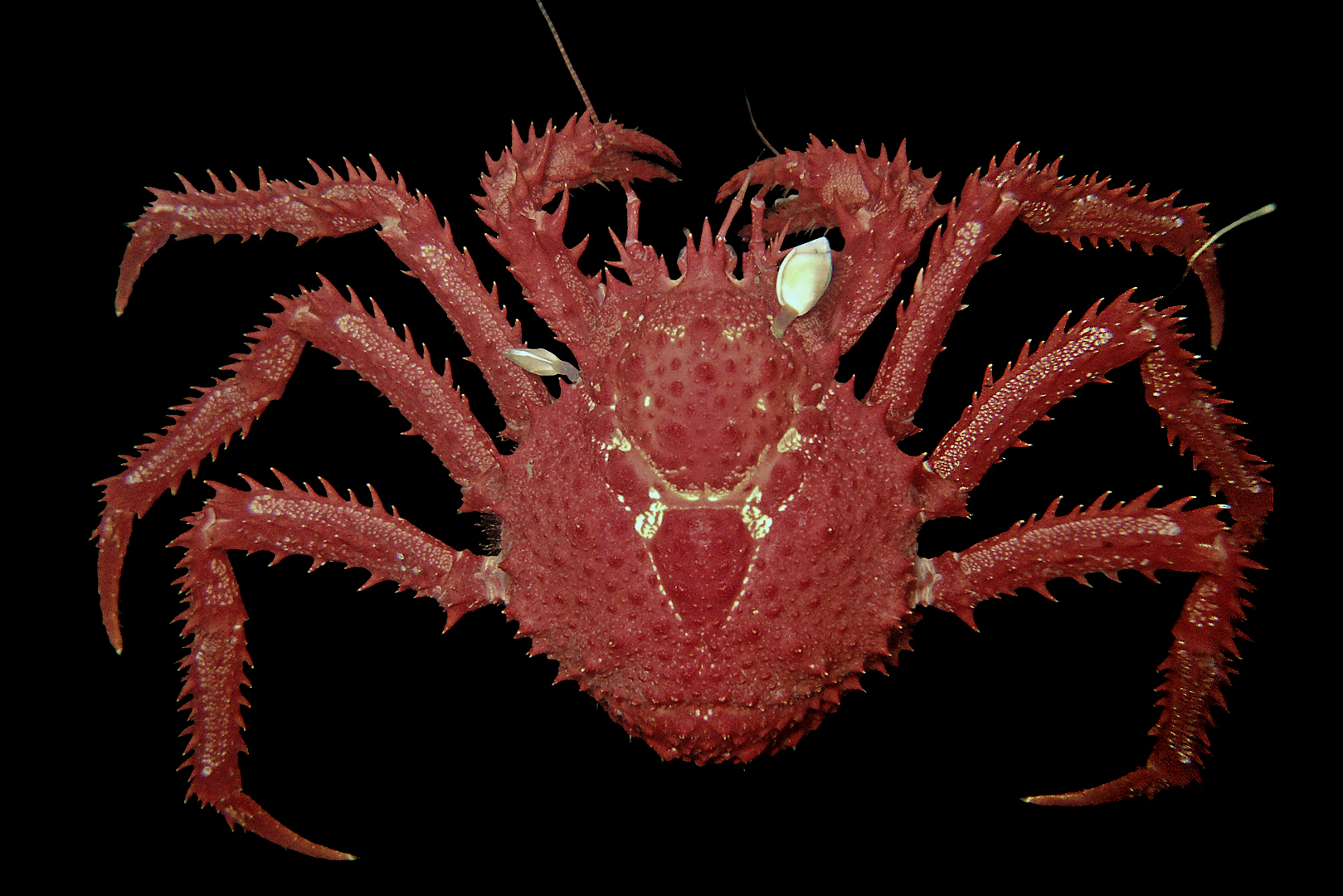
Taxón de percebe desconocido recolectado en el Cañón del Mar del Plata, Argentina.

## Expedición
La expedición tiene como objetivo alcanzar los casi 4000 metros de profundidad (zona abisal) para estudiar las especies, sus características y distribución. La expedición se realiza en el buque de investigación RV Falkor (too) perteneciente al Instituto Oceanográfico Schmidt y es la primera que emplea un vehículo operado remotamente (ROV) SuBastian, para conseguir recolectar muestras biológicas e imágenes submarinas en ultra alta definición.

## Grupo de investigación
El grupo de la expedición es un equipo multidisciplinario conformado por científicos de instituciones argentinas, como el Consejo Nacional de Investigaciones Científicas y Técnicas (CONICET), la Universidad Nacional de Buenos Aires, Universidad Nacional de Córdoba, Universidad Nacional de La Plata y Universidad Nacional de Mar del Plata, el Museo Argentino de Ciencias Naturales “Bernardino Rivadavia”, el Instituto de Biología de Organismos Marinos (IBIOMAR, CONICET), el Instituto de Investigaciones Marinas y Costeras (IIMyC, CONICET- UNMDP), el Instituto de Biodiversidad y Biología Experimental y Aplicada (IBBEA, UBA-CONICET), el Centro Austral de Investigaciones Científicas (CADIC, CONICET) y el Instituto de Diversidad y Ecología Animal (IDEA, CONICET-UNC). También participan la Prefectura Naval Argentina y el Servicio de Hidrografía Naval argentino.
El jefe de la expedición es el doctor Daniel Marcelo Lauretta, especialista en la taxonomía de Cnidarios, investigador adjunto del CONICET y del Museo Argentino de Ciencias Naturales "Bernardino Rivadavia". El malacólogo argentino Pablo Penchaszadeh subió a bordo de la expedición como artista pintor de la campaña. 

## Repercusión
La expedición fue transmitida en vivo en el canal de Youtube del Instituto Oceanográfico Schmidt, alcanzando más de ochenta mil personas conectadas simultáneamente y en tiempo real. El gran interés demostrado por el seguimiento en streaming y la visualización de los videos con más de 1 000 000 de vistas creó un efecto viral que obtiene la atención de la prensa y de las agencias de noticias internacionales.